# Canton de Colombes-Nord-Ouest
Le canton de Colombes-Nord-Ouest est une ancienne division administrative française située dans le département des Hauts-de-Seine et la région Île-de-France.
Dans le cadre du redécoupage cantonal de 2014 en France, les trois cantons de Colombes-Nord-Est, Colombes-Nord-Ouest et Colombes-Sud. sont supprimés, afin de permettre la création des cantons de Colombes-1 et de Colombes-2.

## Histoire
- Période 1908 à 1984 : voir canton de Colombes-Sud.

- Le décret n°84-1241 du 24 décembre 1984[1] a créé le canton de Colombes-Nord-Est, détaché de Colombes-Nord qui a alors pris le nom de Colombes-Nord-Ouest. Ce redécoupage est entré en vigueur lors des élections cantonales de mars 1985.

Un nouveau découpage territorial des Hauts-de-Seine entre en vigueur à l'occasion des premières élections départementales suivant le décret du 26 février 2014. Les conseillers départementaux sont, à compter de ces élections, élus au scrutin majoritaire binominal mixte. Les électeurs de chaque canton élisent au Conseil départemental, nouvelle appellation du Conseil général, deux membres de sexe différent, qui se présentent en binôme de candidats. Les conseillers départementaux sont élus pour 6 ans au scrutin binominal majoritaire à deux tours, l'accès au second tour nécessitant 12,5 % des inscrits au 1er tour. En outre la totalité des conseillers départementaux est renouvelée. Ce nouveau mode de scrutin nécessite un redécoupage des cantons dont le nombre est divisé par deux avec arrondi à l'unité impaire supérieure si ce nombre n'est pas entier impair, assorti de conditions de seuils minimaux. Dans les Hauts-de-Seine, le nombre de cantons passe ainsi de 45 à 23.
Dans ce cadre, les trois cantons de Colombes (canton de Colombes-Nord-Est, canton de Colombes-Nord-Ouest et canton de Colombes-Sud sont supprimés, afin de permettre la création des cantons de Colombes-1 et de Colombes-2.

## Représentation
Le canton de Colombes-Nord-Ouest, créé par le décret de 1984, a eu des conseillers généraux entre les élections cantonales de 1985 et les élections départementales des 2015 :
| Période      | Période          | Identité       | Étiquette | Qualité |
| ------------ | ---------------- | -------------- | --------- | --- |
| 1985         | 2004             | Pierre Sotura  | PCF       | Ebéniste puis métallurgiste Conseiller général de Colombes-Nord (1973 → 1985) Trésorier du PCF (1982 → 1990) Maire de L'Île-Saint-Denis (1965 → 1971) |
| mars 2004    | 2008 (démission) | Philippe Sarre | PS        | Directeur d'école Maire de Colombes (2008 → 2014) Démissionnaire pour ne pas cumuler ce mandat avec celui de maire                                    |
| 15 mars 2009 | 2015             | Bernard Lucas  | PS        | Cadre administratif Adjoint au maire de Colombes (2008 → 2014)                                                                                        |

## Composition
Le canton de Colombes-Nord-Ouest était délimité, aux termes du décret de 1984 et selon la toponymie de l'époque, par la partie de la commune de Colombes situé à l'intérieur de l'ancien canton de Colombes-Nord et situé au nord-ouest « d'une ligne déterminée par les axes des voies ci-après : rue Quinet, rue Saint-Denis, rue de l’Égalité, rue de Frankenthal et par une ligne imaginaire tracée dans le prolongement de la rue de Frankenthal jusqu'à la Seine » .
Le reste de la commune était divisé entre le canton de Colombes-Nord-Est et celui de Colombes-Sud.
| Communes                  | Population (2012) | Code postal | Code Insee |
| ------------------------- | ----------------- | ----------- | ---------- |
| Colombes, commune entière | 83 695            | 92 700      | 92 025     |

## Démographie
| 1990   | 1999   | 2006   | 2011   | 2012   |
| ------ | ------ | ------ | ------ | ------ |
| 24 353 | 24 606 | 26 654 | 27 466 | 27 265 |

## Pour approfondir